# Grenouer
Grenouer es una banda rusa de Death Metal formada en la ciudad de Perm en 1992, la banda toma influencias de grupos de occidentales. El nombre de Grenouer se origina de la palabra grimoire.

## Historia
Grenouer fue fundada en Perm, en la primera mitad de los años 90 y su estilo original era el Brutal death metal. En la etapa de composición no era estable y tuvieron que cambiar la alineación varias veces, pero el grupo logró consolidarse, hizo un gran avance tomando una posición de liderazgo en la escena del metal de la región que se mantiene hasta su traslado al San Petersburgo en 2003. En este punto, un grupo que incluye varios discos de larga duración y un estado muy emblemático en el underground extremo de Rusia, durante esta época la banda visitó lugares tanto dentro como fuera del país compartiendo el escenario con bandas como Master, End zone, Tiem Out, entre otras, esto permitió que el grupo pudiera visitar lugares en el extranjero. Sus giras frecuentaban lugares como Bielorrusia, Ucrania, Finlandia y por supuesto Rusia gracias a eso tuvieron la oportunidad de trabajar en el mundialmente famoso estudio de grabación Astia Sound Studio con el productor Anssi Kippo quien anteriormente había trabajado con grupos como Children of Bodom, Norther y Teräsbetoni. En la nueva ubicación Grenouer comienzo a alterar significativamente su música cada vez más lejos de la brutalidad. Esto fue muy apreciado por los estudiantes y los editores extranjeros, como resultado Grenouer firmado por primera vez con el sello inglés Casket Music, y luego con un sello aún más grande, Locomotive Records (España, Alemania y EE. UU.). En este período de Grenouer tiempo había transcurrido en una gira de Siberia, ha participado en los festivales de Metal Heads Mission (Ucrania, junto con Napalm Death, Toxic Bonkers, Cenotaph, etc). 
Después de la firma del contrato con Locomotive Records y la salida de su sexto álbum de larga duración Lifelong Days el grupo da un gran salto al participar en el Brutal Assault Fest en donde compartieron el mismo escenario con Paradise Lost, Carcass, Six Feet Under, Anathema, Soilwork, Despised Icon, Arch Enemy, Tiamat y muchas otras bandas de la industria del metal extremo.

### Actualidad
En 2012 Grenouer firmar un acuerdo sobre la futura cooperación con la etiqueta de EE. UU. The Metal Den Records, pero este editor no ha cumplido con sus obligaciones, y la banda rompió el contrato. A continuación, se firmó un acuerdo para el sello legendario Mausoleum Records y su séptimo álbum "Blood on the Face" se pone en el plan de lanzamiento el 3 de mayo en Europa y en los EE. UU. el 9 de julio. Alexander "MOTOR" (guitarrista Grenouer) se convirtió en el primer ruso en Taurus AMP, de pie en una fila con Peter Cetera, Wes Borland, Al Di Meola, Michael Thompson, Misha Mansoor, Jeff Waters, Liam Wilson y muchos otros.

### Curiosidades
En 1995, en un festival Grenouer fue disuelto por la policía antidisturbios.

En 2004, el grupo se vio obligado a ir a un mini-tour (Bielorrusia, Ucrania) sin baterista. Unas horas antes del primer concierto, el baterista había decidido acabar con la música, la salida fue producida por un tambor de acompañamiento.

En enero de 2005 un concierto de Grenouer fue prohibido por las autoridades de la región de Kemerovo.

En 2009, el guitarrista Motor accedió a participar en el álbum del grupo sueco Spazmosity como un recitador de líneas en ruso.

## Integrantes
- Andrey "Ind" - voz
- Alexander "Motor" - Guitarra
- Igor "Buzzy" - Guitarra
- Dmitri "Deamon" - Bajo
- Denis "Danny" Stepanov - Batería

## Discografía
- (1996) Border of Misty Times
- (1999) Gravehead
- (2001) The Odour O' Folly
- (2004) Presence With War
- (2007) Try
- (2008) Lifelong Days
- (2013) Blood On The Face